# Hyphessobrycon coelestinus
Hyphessobrycon coelestinus is een straalvinnige vissensoort uit de familie van de karperzalmen (Characidae). De wetenschappelijke naam van de soort is voor het eerst geldig gepubliceerd in 1929 door Myers.